# Korishë
Korishë (serb. Кориша, Koriša) – wieś w Kosowie, w regionie Prizren, w gminie Prizren.
Według danych szacunkowych na rok 2011 liczyła 5 279 mieszkańców.